# ラウンド・アバウト・ミッドナイト
『ラウンド・アバウト・ミッドナイト』（'Round About Midnight）は、ジャズ・トランペット奏者マイルス・デイヴィスが、コロムビア・レコードに移籍して1956年に発表したアルバム。2001年の再発CDでは、同じレコーディング・セッションで演奏されたボーナス・トラックを4曲追加している。

## 解説
マイルスは、1955年夏にニューポート・ジャズ・フェスティバルに出演した。それがコロムビアのプロデューサー、ジョージ・アヴァキャンの目に留まり、コロムビアとの契約に至った。そして同年10月26日に、同社で最初のレコーディングを行う。しかし、プレスティッジ・レコードからも残りの契約の履行を要請されたため、1956年5月11日に大がかりなレコーディング・セッションを行う。同年9月10日に本作のためのセッションを終了させた後、10月26日に再びプレスティッジのためにレコーディングした。わずか2回のセッションからの音源が、『ワーキン』『スティーミン』『リラクシン』『クッキン』というアルバム4枚として発表されたことから、このプレスティッジ用のセッションは、俗に「マラソン・セッション」と呼ばれた。
「ラウンド・アバウト・ミッドナイト」はセロニアス・モンクの作曲で、アレンジは旧知の仲の編曲家ギル・エヴァンスによるものを元にしている。ギルは1983年3月のインタビューで、譜面を渡していないにもかかわらずマイルスがアレンジを正確に覚えていたことに驚いた、というエピソードを明かした。「アー・リュー・チャ」は、マイルスの恩師と言えるチャーリー・パーカーの曲である。「オール・オブ・ユー」は、コール・ポーターがミュージカル『絹の靴下』のために作った曲で、マイルスはしばしばライブでも取り上げ、アルバム『マイ・ファニー・ヴァレンタイン』にも、1964年の演奏を収録している。
大手コロムビアとの契約により、マイルスの知名度は一気に上がった。そして、マイルスとコロムビアの関係は1985年まで続く。

## 収録曲
1. ラウンド・アバウト・ミッドナイト 'Round About Midnight （T.モンク、B. Hanighen、C. ウィリアムズ）
2. アー・リュー・チャ  Ah-Leu-Cha （C. パーカー）
3. オール・オブ・ユー All Of You （C. ポーター）
4. バイ・バイ・ブラックバード  Bye Bye Blackbird （M. ディクソン、R. ヘンダーソン）
5. タッズ・デライト  Tadd's Delight （T. ダメロン）
6. ディア・オールド・ストックホルム  Dear Old Stockholm （Traditional; アレンジ：S. ゲッツ）

ボーナス・トラック
1. トゥー・ベース・ヒット  Two Bass Hit （J. ルイス、D. ガレスピー）
2. リトル・メロネー  Little Melonae （J. マクリーン）
3. バッドオー  Budo （B. パウエル、M. デイヴィス）
4. スウィート・スー、ジャスト・ユー  Sweet Sue, Just You （W. J. ハリス、V. ヤング）

## クレジット

### 演奏メンバー
- マイルス・デイヴィス - トランペット
- ジョン・コルトレーン - テナー・サックス
- レッド・ガーランド - ピアノ
- ポール・チェンバース - ベース
- フィリー・ジョー・ジョーンズ - ドラム

### プロダクション
- ジョージ・アヴァキャン - プロデューサー
- フランク・ライコ - レコーディング・エンジニア